# Rita Grande
Rita Grande (ur. 23 marca 1975 w Neapolu) – włoska tenisistka, reprezentantka kraju w Fed Cup, olimpijka z Atlanty (1996) i Sydney (2000).

## Kariera tenisowa
Zawodową tenisistką była w latach 1990–2005. W 1995 roku zadebiutowała w Wielkim Szlemie podczas US Open 1995 po przejściu eliminacji. Pierwszy triumf w turnieju WTA Tour odniosła w 2001 roku w Hobart. Później wygrała jeszcze w Bratysławie w 2001 roku i w Casablance. Najwyższe miejsce w rankingu WTA osiągnęła 5 listopada 2001 roku zajmując 24. pozycję.
W latach 1994–2003 reprezentowała Włochy w Fed Cup notując bilans sześciu zwycięstw i trzynastu porażek.
Grande dwukrotnie startowała na igrzyskach olimpijskich, w Atlancie (1996) i Sydney (2000). W Atlancie odpadła w pierwszej rundzie singla, natomiast w Sydney doszła do drugiej rundy gry pojedynczej i poniosła porażkę w pierwszej rundzie gry podwójnej, partnerując Silvii Farinie Elii.

### Wygrane turnieje rangi WTA Tour

#### Singel
- 2001 Hobart (finał: Jennifer Hopkins 0:6, 6:3, 6:3)
- 2001 Bratysława (finał: Martina Suchá 6:1, 6:1)
- 2003 Casablanca (finał: Antonella Serra Zanetti 6:2, 4:6, 6:1)

#### Debel
- 1999 ’s-Hertogenbosch (z Silvia Farina Elia) (finał: Cara Black / Kristie Boogert 7:5, 7:6(2))
- 2000 Hobart (z Émilie Loit) (finał: Alicia Molik / Kim Clijsters 6:4, 4:6, 6:4)
- 2000 Palermo (z Silvia Farina Elia) (finał: Ruxandra Dragomir / Virginia Ruano Pascual 6:4, 0:6, 7:6(6))
- 2001 Auckland (z Alexandra Fusai) (finał: Emmanuelle Gagliardi / Barbara Schett 7:6(4), 6:3)
- 2001 Hobart (z Tathiana Garbin) (finał: Christina Wheeler / Catherine Barclay-Reitz 6:2, 7:6(3))

### Starty w Wielkim Szlemie
| Turniej         | Bilans | 2005 | 2004 | 2003 | 2002 | 2001 | 2000 | 1999 | 1998 | 1997 | 1996 | 1995 |
| Australian Open | 13–9   | –    | 1r   | 2r   | 4r   | 4r   | 1r   | 3r   | 2r   | 2r   | 3r   | –    |
| French Open     | 11–9   | –    | 2r   | 3r   | 3r   | 4r   | 2r   | 1r   | 2r   | 1r   | 2r   | –    |
| Wimbledon       | 8–9    | –    | 4r   | 2r   | 2r   | 1r   | 2r   | 2r   | 2r   | 1r   | 1r   | –    |
| US Open         | 11–7   | 1r   | 1r   | 1r   | 1r   | 1r   | 2r   | 2r   | 1r   | 2r   | 4r   | 2r   |

### Finały juniorskich turniejów wielkoszlemowych

#### Gra pojedyncza (0–1)
| Końcowy wynik | Rok  | Turniej   | Nawierzchnia | Przeciwniczka | Wynik finału     |
| Finalistka    | 1993 | Wimbledon | Trawiasta    | Nancy Feber   | 6:7(3), 6:1, 2:6 |